# ダレホ・イランダスト
- ダレホ・イランデュスト

ダレホ・イランダスト（Daleho Irandust, 1998年6月4日 - ）は、スウェーデン・ヴェストラ・イェータランド県ヨーテボリ出身のサッカー選手。IFブロマポイカルナ所属。ポジションはMF。

## クラブ経歴
GAISなどのユースアカデミーを経て、2016年にBKヘッケンと契約。ゴシアカップで優勝を経験するなと、有望株として注目される。同年8月24日の国内カップ戦スウェーデンカップのベクショーBK戦でプロデビューし、プロ初ゴールも記録。翌年アルスヴェンスカンデビューを果たし、25試合2ゴールを記録。以降チームの中心選手に成長。2020年6月23日のIKシリウス・フォトボル戦では、センターサークル付近から放ったロングシュートが見事に決まり、話題を集めた。
2021年8月31日、FCフローニンゲンと5年契約を締結したことが発表された。
2024年2月27日、IFブロマポイカルナに2年契約で移籍した。

## 代表経歴
プロデビュー前の2015年より、ユース世代のスウェーデン代表に招集。2019年1月8日のフィンランド戦で代表戦初出場。以降はU-21の代表にも招集された。
2024年3月、シリア代表からの招集に応じた。

## 人物
- 両親はイラン出身のクルド人[7]。